# 3-D Man
3-D Man es el nombre de dos superhéroes ficticios que aparecen en los cómics estadounidenses publicados por Marvel Comics. El primer superhéroe que usa el nombre 3-D Man es un compuesto de dos hermanos, Charles y Hal Chandler, y el segundo es Delroy Garrett. El primer 3-D Man apareció en Marvel Premiere # 35, creado por Roy Thomas y Jim Craig.

## Historia de publicación
Aunque sus aventuras tienen lugar en la década de 1950, el personaje fue creado por Roy Thomas en la década de 1970 en la serie antológica Marvel Premiere. El personaje era un homenaje del escritor Thomas a un personaje de Joe Simon y Jack Kirby, el Capitán 3-D, y pretendía ser para Thomas un comentario sobre temas sociales contemporáneos utilizando análogos de la década de 1950.
El personaje también apareció en The Incredible Hulk #251-252, Contest of Champions, y What If (vol. 1) #9. 3-D Man no volvió a aparecer por muchos años, hasta que fue reintroducido en Avengers Forever #4 y apareció en Avengers #50-55 y el one-shot Secret Invasion: Skrulls de 2008.

## Biografía ficticia del personaje

### Chuck y Hal Chandler
Los hermanos Chuck y Hal Chandler nacieron en Los Ángeles, California. Como un piloto de pruebas de la NASA en 1958, Chuck estaba pilotando el avión cohete experimental XF-13 cuando fue capturado por los invasores Skrull. Ellos trataron de interrogarlo, pero Chuck escapó, dañando el empuje hiperespacial de los Skrulls en el proceso. El platillo Skrull explotó a medida que Chuck salió volando, exponiéndolo a una extraña radiación. Él estrelló el XF-13 en el Desierto de Mojave, y cuando su joven hermano intentó rescatarlo, Chuck desapareció, creyendo que había sido asesinado. Hal, un investigador científico, descubrió que la imagen de Chuck se había grabado en los cristales de sus gafas, y que Chuck se había transformado en un ser bidimensional. Cuando Hal llevaba consigo sus gafas y se concentró, él desencadenó un cambio dimensional que causó que Chuck se materializara en una existencia tridimensional; en su nueva forma, Chuck llevaba un traje verde y rojo, y su fuerza, velocidad y resistencia se habían triplicado. Como 3-D Man, Chuck luchó contra otro grupo de agentes Skrull. Se enfrentó a más Skrull infiltrados, para luego luchar en la Guerra Fría.
Al menos en una ocasión, la mente de Hal ocupó el cuerpo de 3-D Man, y hay pruebas de que la mente de 3-D Man es en realidad una combinación de las de Hal y Chuck, con la psique de Chuck por lo general dominante.
En algún momento después de sus aventuras de los años 50, Hal Chandler decide dejar de funcionar como 3-D Man y deja a su hermano flotando en otra dimensión. Hal se casa con Peggy Clark, con quien tiene dos hijos, Chuck Chandler II y Hal Chandler Jr. Hal más tarde se encontraría con un Bruce Banner en desgracia y, temeroso de que Hulk podría aparecer, utiliza las gafas para convocar a 3-D Man una vez más. Después de este encuentro, 3-D Man regresaría a las gafas de su hermano, decidido a no volver. Sin embargo, junto con otros héroes disfrazados, él fue convocado brevemente por el Gran Maestro.
Con la ayuda de los Vengadores, Hal y Chuck fueron separados y lograron reunirse con Peggy, una amiga anciana.

### Triatlón y La Iniciativa
Eventos relacionados con el ex-Vengador Triatlón revelaron los verdaderos orígenes de los poderes de 3-D Man—Uno de un trío de "fragmentos de luz" con forma de pirámides creó aparentemente el propio universo para contrarrestar la aparición de un fragmento extradimensional de maldad pura en la dimensión de la Tierra. La nave Skrull que había capturado a Chuck Chandler también había encontrado una de las pirámides de luz, y la explosión de la nave infundió a Chuck con el poder de la pirámide.
Los poderes de los hermanos Chandler fueron robados por Jonathan Tremont, fundador de la Trinidad del Entendimiento, quien utilizó la conexión de Hal en lo que Tremont llamaba "tri-poder" para localizar una segunda pirámide de luz antes de atacar y capturar a Hal. Tremont y la Trinidad del Entendimiento drenaron el tri-poder de un cautivo Hal y capacitaron al miembro de la Trinidad y exatleta olímpico Delroy Garrett, apodándolo "Triatlón". Aunque inicialmente desconocía la fuente de sus poderes, Triatlón descubrió más tarde tanto la verdad como la tercera pirámide de luz, y durante los acontecimientos de la Guerra de Kang, él utilizó el poder combinado de los tres "tri-poderes" para derrotar a Tremont y al mal extradimensional, liberar a Hal y a Chuck de su cautiverio, y restaurar a Chuck en una forma humana separada, con Garrett reteniendo los poderes de 3-D Man.
Después de que Garrett se sometió y completó el entrenamiento de La Iniciativa en el Campo Hammond, él asumió oficialmente la identidad de 3-D Man con la bendición de los Chandler, incluyendo la transmisión del traje original y las gafas de Chuck. Colocándose las gafas despertó unas de los poderes del 3-D Man original en Garrett: la habilidad para percibir Skrulls en su forma verdadera, aun cuando están en otra forma. Con estas gafas, Garrett jugó un papel importante en la Invasión Secreta de Marvel, derrotando a varios Skrulls infiltrados dentro de La Iniciativa; Garrett logró mantener esta nueva habilidad incluso después de que las gafas fueron destruidas en combate.

## Poderes y habilidades
Los hermanos Chandler recibieron sus habilidades sobrehumanas a través de la exposición a una radiación desconocida en la explosión de una nave Skrull. Hal Chalder podía, concentrándose en la imagen impresa de su hermano Chuck en sus gafas, convocar una versión súper poderosa de su hermano: 3-D Man. Chuck tenía un vínculo telepático con Hal, quien perdería la conciencia y estaría en coma cuando 3-D Man estuviera activo; la conciencia de 3-D Man es aparentemente una síntesis de las mentes de Chuck y de Hal, con la de Chuck por lo general dominante. 3-D Man, a su vez, solo podía permanecer en una realidad tridimensional durante tres horas antes de que Hal se despertara, causando que 3-D Man posteriormente desaparezca y volviera a su existencia en dos dimensiones. 3-D Man lleva un diseño especial de un traje de la NASA (hacia finales de 1950), modificando su apariencia y adhiriéndose a su piel.
Como 3-D Man, Chuck Chandler poseía aproximadamente tres veces las habilidades físicas de un ser humano normal. Como su nombre lo indica, 3-D Man es tres veces más rápido, fuerte y resistente. La agudeza sensorial de cada uno de sus cinco sentidos es tres veces más potente que las capacidades máximas que un ser humano normal.
Además, 3-D Man tenía la habilidad telepática limitada para percibir el aura distintiva de la raza Skrull, incluso cuando un Skrull ha asumido otra forma.
Chuck era un piloto experto y un jugador de fútbol americano. Hal es un investigador científico con experiencia. Hal es astigmático, y requiere gabas especiales; fue una víctima de poliomielitis cuando era niño, por lo que ahora requiere muletas para caminar.

## Otras versiones

### What If...?
En What If (vol. 1) #9, el agente del FBI Jimmy Woo trajo a 3-D Man junto con otros héroes, incluyendo al Hombre Gorila, el Robot Humano, Marvel Boy, y Venus, para formar a los Vengadores de 1950. Estos héroes lucharon contra Garra Amarilla y sus secuaces sobrehumanos, pero el equipo se disolvió a petición del presidente Dwight D. Eisenhower. Aunque los acontecimientos de Avengers Forever borraron esta aventura, una misión similar que involucró a estos héroes (menos a 3-D Man) tuvo lugar en la década de 1950, como se muestra en la miniserie de 2006 Agentes of Atlas. El escritor Jeff Parker explicó que no utilizó a 3-D Man en los Agentes de Atlas, en parte debido a que es un retcon de 1970, no un personaje original de Atlas Comics.